# محمدخلج
 محمدخلج، روستایی از توابع بخش بزینه‌رود شهرستان خدابنده در استان زنجان ایران است.

## جمعیت
این روستا در دهستان بزینه رود قرار دارد و براساس سرشماری مرکز آمار ایران در سال ۱۴۰۰، جمعیت آن ۴٬۰۱۴ نفر (۱۰۰۸خانوار) بوده‌است.